# Fortnite
Fortnite je online videohra a herní platforma vyvinutá společností Epic Games a vydaná v roce 2017. Je k dispozici v sedmi různých verzích herních režimů, které sdílejí podobnou hratelnost a herní engine.

## Herní režimy
- Fortnite Battle Royale, hra typu battle royale, ve které až bojuje 100 hráčů o to, kdo zůstane poslední naživu.[1]
- Fortnite: Save the World, kooperativní hybridní tower defense střílečka a hra o přežití, ve které až čtyři hráči bojují proti tvorům podobným zombie a brání objekty pomocí pastí a opevnění, které mohou postavit.[2]
- Fortnite Creative, ve kterém mají hráči naprostou volnost při vytváření světů a bojových arén.[3]
- Lego Fortnite, lego hra s otevřeným světem.[4]
- Rocket Racing, závodní hra.[5]
- Fortnite Festival, rytmická videohra.[6]
- Fortnite Ballistic, taktická střílečka z pohledu první osoby.[7]

Všechny herní režimy kromě Save the World jsou zdarma.

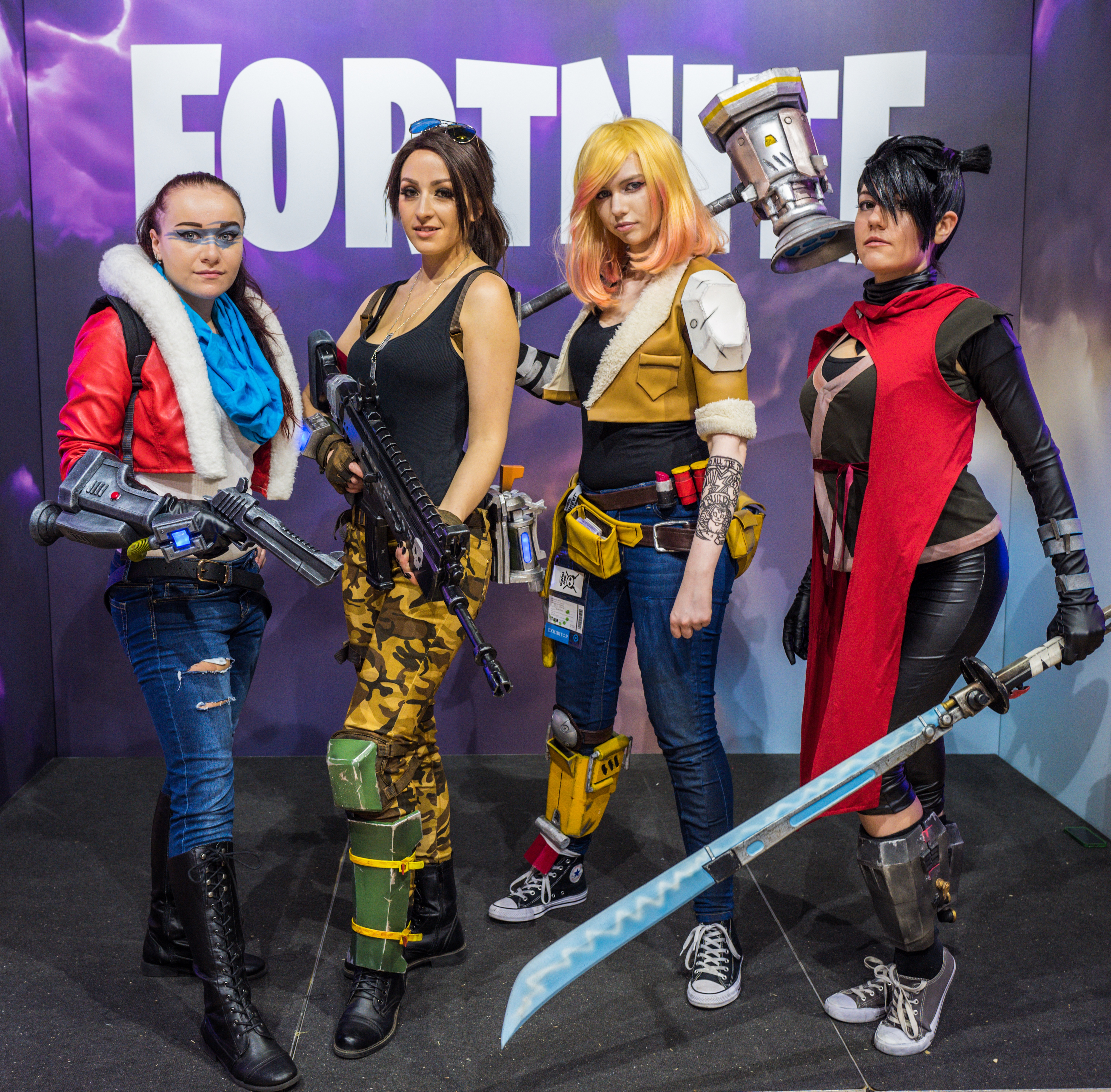
Cosplayeři na Gamescomu 2017

## Vydání
Hry Save the World a Battle Royale byly vydány v roce 2017 jako early access. Creative vyšel 6. prosince 2018. Zejména Fortnite Battle Royale se stal ohromným úspěchem a kulturním fenoménem, který za necelý rok přilákal více než 125 milionů hráčů a vydělával stovky milionů dolarů.
Fortnite jako celek vygeneroval do prosince 2019 hrubé příjmy ve výši 9 miliard dolarů a byl zařazen mezi největší hry všech dob.
Hra Save the World je k dispozici pro macOS, PlayStation 4, Windows a Xbox One, zatímco Battle Royale a Creative byly vydány pro všechny tyto platformy a také pro zařízení se systémy Android, iOS a Nintendo Switch. Hra byla rovněž uvedena na trh s vydáním konzolí PlayStation 5 deváté generace a Xbox řady X/S. Kromě toho jsou na všech platformách k dispozici hry Lego Fortnite, Rocket Racing, Fortnite Festival a Fortnite Ballistic.